# Zotalemimon vitalisi
Zotalemimon vitalisi es una especie de escarabajo longicornio del género Zotalemimon, tribu Desmiphorini, subfamilia Lamiinae. Fue descrita científicamente por Pic en 1938.

## Descripción
Mide 12 milímetros de longitud.

## Distribución
Se distribuye por Laos.